# أقرب
أقرب (بالإنجليزية: Closer) هو فيلم دراما أُصدر في الولايات المتحدة سنة 2004. الفيلم من إخراج مايك نيكولز وبطولة جوليا روبرتس، جود لو، ناتالي بورتمان وكلايف أوين.

## طاقم التمثيل
- جوليا روبرتس بدور آنا كاميرون
- جود لو بدور دان وولف
- ناتالي بورتمان بدور جين جونز
- كلايف أوين بدور لاري جراي
- نيك هوبس في دور سائق التاكسي
- كولين ستينسون

## الميزانية والإيرادات
بلغت تكلفة إنتاج الفيلم حوالي 27 مليون دولار بينما حقق أرباحاً تقدر بـ 115,505,027 دولار.

## وصلات خارجية
- الموقع الرسمي
- أقرب على موقع IMDb (الإنجليزية)
- أقرب على موقع ميتاكريتيك (الإنجليزية)
- أقرب على موقع الموسوعة البريطانية (الإنجليزية)
- أقرب على موقع روتن توميتوز (الإنجليزية)
- أقرب على موقع نتفليكس (الإنجليزية)
- أقرب على موقع قاعدة بيانات الأفلام العربية
- أقرب على موقع ألو سيني (الفرنسية)
- أقرب على موقع Turner Classic Movies (الإنجليزية)
- أقرب على موقع أول موفي (الإنجليزية)
- أقرب على موقع بوكس أوفيس موجو (الإنجليزية)